# Gilmonby
Gilmonby – wieś w Anglii, w hrabstwie Durham. Leży 40 km na południowy zachód od miasta Durham i 356 km na północ od Londynu.